# Пирокатехин
Пирокатехи́н (1,2-дигидроксибензол) — органическое соединение, двухатомный фенол, имеющий химическую формулу С6Н4(ОН)2. Один из трёх возможных изомеров дигидроксибензола, два других — гидрохинон и резорцин. Выглядит как бесцветные кристаллы с запахом фенола. Сильный восстановитель.
Синонимы: ортодигидроксибензол, ортодиоксибензол, бренцкатехин, динол, елконал, кахин.

## История
Впервые выделено в 1839 году химиком из Германии Х. Рейншем при сухой перегонке экстракта катехина, полученного из акации катеху. Как проявляющее вещество предложено в 1880 году Й. М. Эдером и В. Тотом (англ. V. Toth).

## Физические свойства
Белые кристаллы с запахом фенола, на свету и воздухе темнеющие до коричневого цвета. Молярная масса 110,11 г/моль. Температура плавления 105 °C, кипения 240 °C. Легко растворим в воде (43 г в 100 мл воды). Хранить следует в темной химической посуде.

## Химические свойства
Проявляет свойства фенолов. Образует моно- и дисоли с основаниями, хелаты — с некоторыми металлами, в частности с титаном, цирконием, ниобием, оловом, свинцом.
Имеет сильные восстанавливающие свойства. Под действием солей серебра окисляется в 1,2-бензохинон по гетеролитическому механизму:
Также может окисляться кислородом по гомолитическому механизму, образуя оксантрен-2,3-дион.
При сплавлении пирокатехина со фталевым ангидридом образуются красители — ализарин и гистазарин.

### Аналитическое определение
Качественное определение пирокатехина выполняется при помощи реакции с хлорным железом, при этом появляется зелёное окрашивание, которое должно перейти в красное при добавлении соды и аммиака.

### Фотографические свойства
Пирокатехин относится к медленно работающим проявляющим веществам, но при этом не даёт значительной вуали. По проявляющим свойствам и активности в составе растворов проявителей похож на гидрохинон, в особенности это характерно при взаимодействия с бромидами. Известно, что на первой стадии проявления основной активной формой выступает одновалентный ион пирокатехина.
Подобно пирогаллолу, пирокатехин при обработке чёрно-белых фотографических материалов в проявляющих растворах, содержащих низкую концентрацию сохраняющих веществ, образует, помимо серебряного еще и вторичное изображение, а также обладает дубящими свойствами. Упомянутое вторичное изображение состоит из окрашенных продуктов окисления пирокатехина и его присутствие прорабатывает участки изображения места с низкой оптической плотностью, что используется в фотографии, в частности для целей усиления изображения. Пирокатехин способен создавать хорошее изображение в проявителях, содержащих большое количество растворителей галогенида серебра, что делает его пригодным для монованн (проявляюще-фиксирующих растворов).

## Получение
На первой стадии получают 2-хлорфенол путем хлорирования фенола в бензоле и последующим разделением изомеров несколькими фракционными перегонками, либо из 2-дихлорбензола под давлением в 40—45 атм. На второй стадии из 2-хлорфенола и едкого натра в автоклаве под давлением 16 атм. получают натриевую соль пирокатехина, из которой путём подкисления серной кислотой получают основание.

## Применение
Применяют в фотографии как проявитель, в производстве красителей, лекарственных веществ (например, адреналина).
Этерифицированием из пирокатехина получают гваякол, — исходное вещество для синтеза ванилина.

## Нахождение в природе
Как сам пирокатехин, так и его производные были найдены в различных растениях, как правило, в древесине и смолах, что можно использовать для их получения. Пирокатехин – содержится в кофе и обладает противовоспалительной активностью.

## Токсичность
Пирокатехин является аллергеном, а также имеет мутагенные и канцерогенные свойства.
Вызывает сильное раздражение кожи и дерматиты.